# Tatjana Nikolajewna Belkina
Tatjana Nikolajewna Belkina (russisch Татьяна Николаевна Белкина; * 25. Januar 1988) ist eine russische Sommerbiathletin in der Disziplin Crosslauf.
Tatjana Belkina aus Joschkar-Ola nahm erstmals an den Sommerbiathlon-Europameisterschaften 2005 in Bystřice pod Hostýnem teil und gewann überraschend hinter Anna Sotnikowa und Monika Liedtke die Bronzemedaille im Massenstart. Im Jahr darauf nahm sie an den Sommerbiathlon-Weltmeisterschaften 2006 in Ufa nur an den Wettbewerben der Juniorinnen teil. Sie wurde 13. im Sprint und 19. der Verfolgung. In Otepää gewann Belkina 2007 mit der russischen Mixed-Staffel die Goldmedaille, wurde hinter Irina Irina Zweite im Massenstartrennen und Sechste im Sprint. Erneut lief die Russin 2008 in der Haute-Maurienne bei den Junioren-Wettbewerben einer WM. Im Sprint belegte sie Platz 16 und trat in der Verfolgung nicht mehr an. Letztmals 2009 startet Belkina bei den Junioren-Wettbewerben der WM. In Oberhof wurde sie Sechste im Sprint und gewann im anschließenden Verfolgungsrennen die Goldmedaille.
Seit den Sommerbiathlon-Europameisterschaften 2009 in Nové Město na Moravě tritt Belkina nicht mehr bei den Juniorinnen an. Die Russin belegte in Tschechien den vierten Platz im Sprint und verpasste eine Medaille nur um 0,3 Sekunden gegen Gerda Krūmiņa. Im Massenstart gewann sie hinter Iryna Babezkaja die Silbermedaille. Zudem gewann sie mit Ljudmilla Solomatina, Alexander Katschanowski und Alexei Katrenko als Startläuferin der Staffel die Goldmedaille. Auch 2010 verpasste sie bei der EM in Osrblie als Viertplatzierte im Sprint erneut knapp eine Medaille. Im Verfolgungsrennen wurde Belkina Fünfte.